# 詹姆斯·奈史密斯

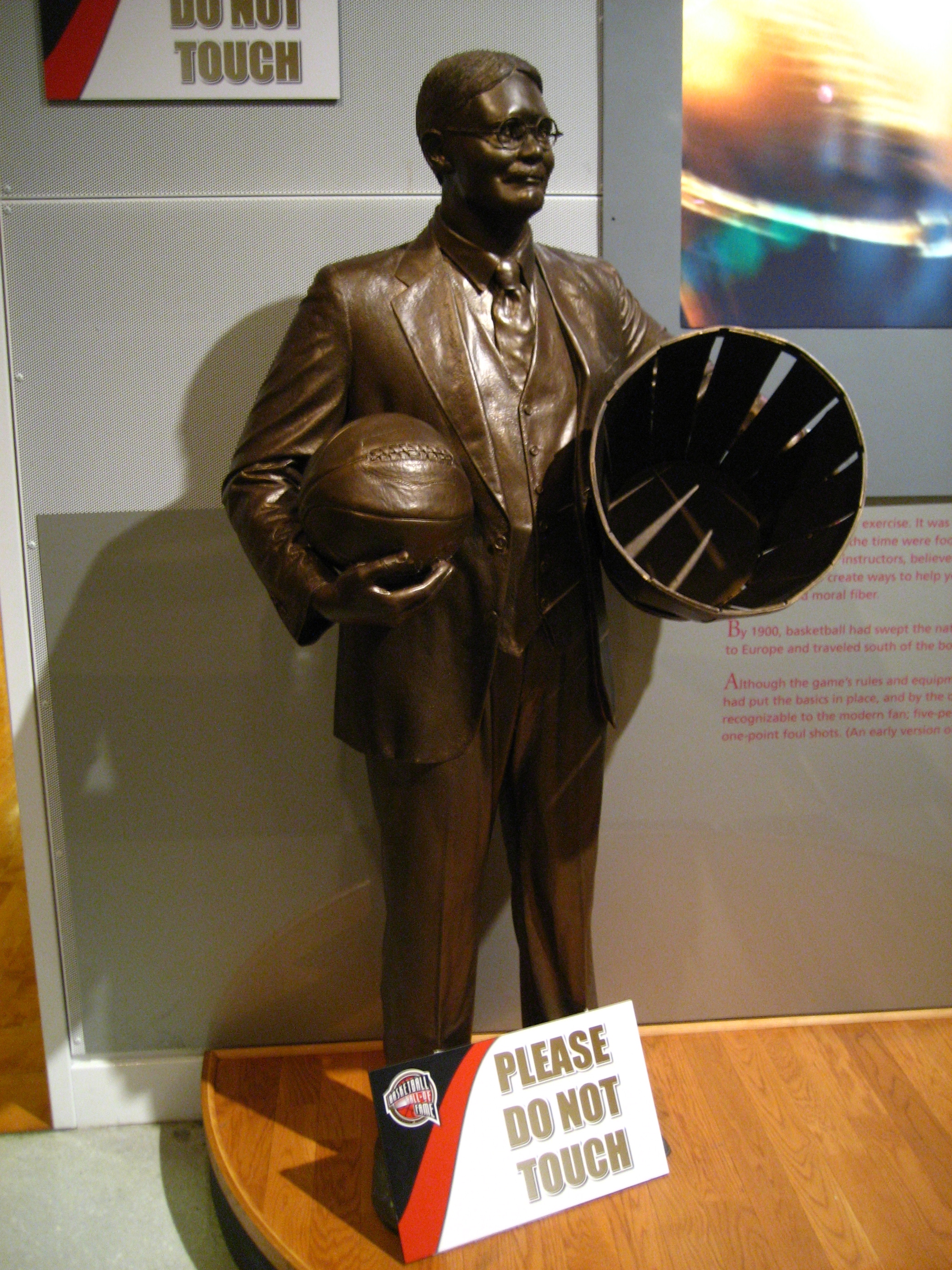

詹姆斯·奈史密斯（英語：James Naismith，1861年11月6日—1939年11月28日）是篮球运动的发明者，也是第一位倡导在美式足球运动中使用头盔的人，同时也是召集了五位球员组成一支球队的首位篮球教练。奈史密斯出生在加拿大安大略省的阿尔蒙特，是一个1851年到加拿大从事采矿业的苏格兰移民家庭之长子。

## 发明篮球

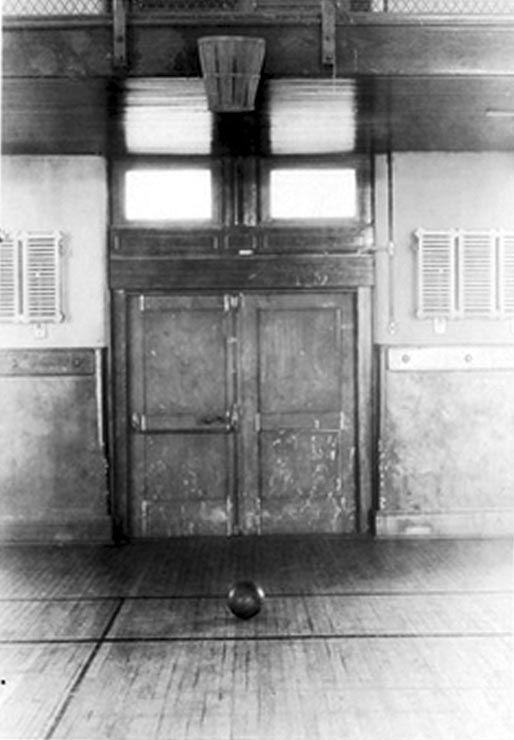
最早的桃筐篮球

1891年詹姆斯·奈史密斯在马萨诸塞州春田的基督教青年会国际训练学校（后为春田学院）担任该的体育教师，同时也是加拿大麦吉尔大学的美式橄榄球教练，奈史密斯当时被受任寻找一种有趣易学且可以打发学生无聊的冬季室内体育课的游戏。
奈史密斯从一些加拿大儿童用球投入桃子筐在加拿大被称之为“Duck-on-a-Rock”的游戏中受到启发，奈史密斯的篮球游戏在11月15日初步构思完成，最早的规则没有运球这一规定，只允许球在球场内传递，之后他又编写了13条篮球规则 ，其中有12条仍然延用至今。起初，奈史密斯将两只桃篮分别钉在健身房内看台的栏杆上，桃篮上沿距离地面3.04米，用足球作比赛工具，向篮投掷。投球入篮得1分，按得分多少决定胜负。每次投球进篮后，要爬梯子将球取出再重新开始比赛。以后逐步将竹篮改为活底的铁篮，再改为铁圈下面挂网，经过百年的改进形成了现今的篮球规则。
篮球成为了美国和加拿大广受欢迎的男子运动，以非常快的速度在其他国家传播开来。另外也为建立了一套女子篮球的规则做了一些努力，最初受到了很大的阻力，因此在真正的推广上的步伐要显得缓慢一些。
男子篮球运动在1936年柏林奥运会中正式被列为奥运会项目，奈史密斯博士为那届奥运会篮球项目的前三名颁发了奖牌，获得前三名的是三个北美球队：美国队在室外下雨的场地中战胜了加拿大队获得了金牌，奈史密斯的祖国加拿大获得了银牌，而墨西哥队则获得铜牌。女子篮球直到1976年蒙特利尔奥运会上才被正式列为奥运项目。之前在1904年圣路易斯奥运会上举行过一次篮球表演赛。

## 教练生涯
1898年奈史密斯来到了堪萨斯大学，之后他在丹佛学习成为了一名教授和堪萨斯大学的首任篮球教练。使得堪萨斯大学发展成为美国最有篮球历史底蕴的大学。
奈史密斯担任主教练期间是堪萨斯大学唯一失利场次多过胜利场次的时候（55胜-60负），但是奈史密斯确是篮球史上最伟大且富有传奇色彩的教练。
奈史密斯指导了弗里斯特·艾伦，艾伦是美国大学篮球历史上最多获胜场次的教练，他最终接替了奈史密斯的堪萨斯大学篮球队主教练的位置。而弗里斯特·艾伦又是阿道夫·拉普和迪恩·史密斯的导师，这两位都是美国大学篮球界非常知名的资深教练，总共获得过6次的NCAA总冠军头衔。
阿道夫·拉普又是获得过6次NBA总冠军的现任迈阿密热火队主教练帕特·莱利的导师。迪恩·史密斯的弟子则有名人堂教练拉里·布朗，现任北卡罗莱纳大学的名教练罗伊·威廉姆斯（之前在堪萨斯大学执教了15个赛季）以及伟大的飞人乔丹。这一脉传承为美国培养出了无数篮球界的精英。
1930年代奈史密斯致力于创建一个全国大学校际的体育协会，这个协会之后形成了现在的美国学院运动联盟（NAIA-National Association of Intercollegiate Athletics）。
在1936年8月，奈史密斯出席柏林奥运会时，被授予国际篮球联合会名誉主席。

## 私人生活
奈史密斯和Maude Sherman在1894年结婚，婚后育有5个孩子，奈史密斯同时是一位基督教长老会的教长。奈史密斯于1925年4月4日加入了美国国籍。1939年他获得了蒙特利尔长老会学院颁发的神学博士。在他的首任妻子Maude在1937年过世后，他在1939年6月11日娶了Florence Kincade，在结婚后的6个月奈史密斯就因脑出血在堪萨斯州的劳伦斯去世了。他的遗体葬在堪萨斯大学主校区劳伦斯，和他首任妻子葬在一起。
奈史密斯在他的祖国加拿大和其他国家都得到了广泛的荣誉。1968年2月17日在马萨诸塞州斯普林菲尔德创建了奈史密斯篮球名人堂，就以他的名字命名以示敬意。
2005年詹姆斯·奈史密斯的孙子伊安·奈史密斯计划出售篮球规则手册的原本。规则手册在奈史密斯博士去世后转给了他最小的儿子小詹姆斯·奈史密斯，也就是伊安·奈史密斯的父亲，詹姆斯居住在德克萨斯州的科柏斯克里斯蒂。

## 奈史密斯的13条篮球规则
1. 球员可以用单手或双手向任何方向扔球。
2. 球员可以用单手或双手向任何方向抢、打球，但绝对不能用拳头击球。
3. 球员不能带球走。
4. 必须用手持球，而不允许用头顶、脚踢球。
5. 不允许球员用肩撞、手拉、手推、手打、脚绊等方法来对付另一方的队员。任何队员违反此规则，第一次被认为是犯规，第二次再犯规，就要被强行停止比赛，直到命中一个球后才能重新上场参加比赛。如果有意伤害对方球员，就要取消他参加整个比赛的资格，且不允许替补。
6. 用拳击球就是违反第3条和第4条规则。
7. 如果任何一方连续犯规3次，就要算对方命中一球。连续犯规的意思是指：在一段时间里，对方队员未发生犯规，而本方队员接连发生犯规。
8. 如果防守者没有触到球或干扰球，当球投入篮内并停留在篮里就算中篮。如果球停在篮筐上，而对方队员触动了篮筐，也算命中一球。
9. 当球出界，球将由第一个接触球者扔进场内。若有争论，裁判员将球扔进场内。掷界外球允许5秒钟，如果超过5秒钟，球判给对方。
10. 主裁判员是球员的裁判，他有权吹犯规。当某队连续3次犯规，他将通知副裁判员。他有权宣布取消某队员的比赛资格。
11. 副裁判员是球的裁判，他可决定什么时候球在比赛中，并要计时、决定球的命中、记录命中的球数以及承担通常裁判员应该承担的责任。
12. 比赛在两个15分钟内进行，中场休息5分钟。
13. 球命中最多的一方获胜，如果平局，经双方队长的同意，比赛可延至再命中一球为止。

资料来源：13条篮球规则